# Al-Muqanna
Al-Muqanna (المقنع), dit le voilé, de son véritable nom Hashim ibn Hakim, ( - 783) est un prophète persan (originaire de Merv) considéré comme hérétique par la majorité des musulmans.

## Biographie
Al-Muqanna fut tout d'abord commandant dans les troupes d'Abu Muslim al-Khurasani au Khorassan.
Après le meurtre de ce dernier, al-Muqanna se proclama incarnation divine, à la suite du prophète de l'islam Mahomet, de son gendre Ali, de ses descendants et enfin d'Abû Muslim lui-même. Il fut ainsi fondateur de la secte des Khurramites, prônant notamment qu'Abû Muslim était le Mahdi.
Considérant toute action contre les autres musulmans comme étant légitime, al-Muqanna mit à sac plusieurs villes de 782 à 783. Il fut finalement acculé par les armées abbassides dans les montagnes près de Chahr-i Sebz, où, selon la légende, il se suicida dans sa maison en feu.
Il est un personnage important du roman historique Mille et dix mille pas, d'Anne & Laurent Champs-Massart (Vibration Editions)

## Source de la traduction
- (en) Cet article est partiellement ou en totalité issu de l’article de Wikipédia en anglais intitulé « Al-Muqanna » (voir la liste des auteurs).